# District Dobele
Het district Dobele (Dobeles rajons) is een voormalig district in het zuidwesten van Letland, in de Letse historische regio Semgallen. De hoofdstad was Dobele.
Het district werd opgeheven bij de administratief-territoriale herziening in 2009. Bij opheffing telde het district 38.000 inwoners; het had een grootte van 1632 km².
Bij de opheffing zijn op het gebied van het district de volgende gemeenten gevormd:
- Auces novads
- Dobeles novads
- Tērvetes novads